# Jean-Luc Martinez
Jean-Luc Martinez (22 maart 1964) is een Frans archeoloog en kunsthistoricus. Hij was van 2013 tot 2021 directeur van het Musée du Louvre in Parijs.
Martinez is zoon van een postbode. Hij studeerde kunstgeschiedenis en zijn specialiteit is de antieke Griekse bouwkunst.
- Bibsys: 8070516
- Bibliothèque nationale de France: cb13773822g (data)
- Gemeinsame Normdatei: 133228932
- International Standard Name Identifier: 0000 0001 0891 9212
- Library of Congress Control Number: n2002161662
- Nationale Bibliotheek van Letland: 000072082
- Bibliotheek van het Japanse parlement: 001147423
- Nationale Bibliotheek van Israël: 987007329603905171
- Nederlandse Thesaurus van Auteursnamen: 284184055
- Réseau des bibliothèques de Suisse occidentale: 02-A006137949
- Istituto Centrale per il Catalogo Unico: BVEV089799
- Système universitaire de documentation: 052196461
- Virtual International Authority File: 42023099
- WorldCat: E39PBJc7TdJC86THbkWypCHpyd